# Squadra macedone di Fed Cup
La squadra macedone di Fed Cup rappresenta la Macedonia del Nord nella Fed Cup, ed è posta sotto l'egida della Federazione Tennis della Macedonia del Nord.
Essa ha debuttato nel 1995, e ad oggi la sua ultima partecipazione è del 2001. Da allora non ha più preso parte alla Fed Cup, e per questo motivo è stata estromessa dal ranking mondiale stilato dalla ITF. Ad oggi il suo miglior risultato consiste nel raggiungimento del gruppo I.

## Organico 2001
Aggiornato ai match del gruppo I (24-26 aprile 2001). Fra parentesi il ranking della giocatrice nei giorni della disputa degli incontri.
- Biljana Dimovska (WTA #)
- Marina Lazarovska (WTA #)
- Suzi Becvinovska (WTA #)
- Elena Manevska (WTA #)

## Ranking ITF
Non inclusa nel ranking.